# 光滑秋海棠
光滑秋海棠（学名：Begonia psilophylla）为秋海棠科秋海棠属的植物，为中国的特有植物。分布于中国大陆的云南等地，生长于海拔450米至1,200米的地区，一般生于阴湿处石上及林下石灰岩上，目前已由人工引种栽培。

## 别名
光叶秋海棠（云南种子植物名录）